# فاختة النخيل
 فاختة النخيل  أو حمام الدبسي أو الست ستيت أو الستيتية أو الرُقطيّة أو اليمامة الضاحكة (باللاتينية: Streptopelia Senegalensis) هي حمامة صغيرة تعيش في أفريقيا وتحديداً جنوب الصحراء الكُبرى وفي منطقةِ الشرق الأوسط وشرقًا إلى شبه القارّة الهنديّة. يتميّز هذا الطائر عن الحمامِ القمري والحمام البرّي المُطوّق بأنّ حجمهُ أصغر ولهُ ذيلٌ أطول منهُما ولكن جناحه أقصر، ولهُ لونٌ مُختلف فرأسهُ وصدرهُ يميلان للبُنيّ المُحمّر أو الزهري، وعادةً ما يُشاهد في المناطقِ السكنيّة حيثُ لا يهابُ النّاس كثيرًا.

## الغذاء
يتغذّى على الحُبوبِ والبذور التي يجدها على سطحِ الأرض، وأحيانًا يتغذى على النملِ خلال فترة التكاثر.

## التكاثر

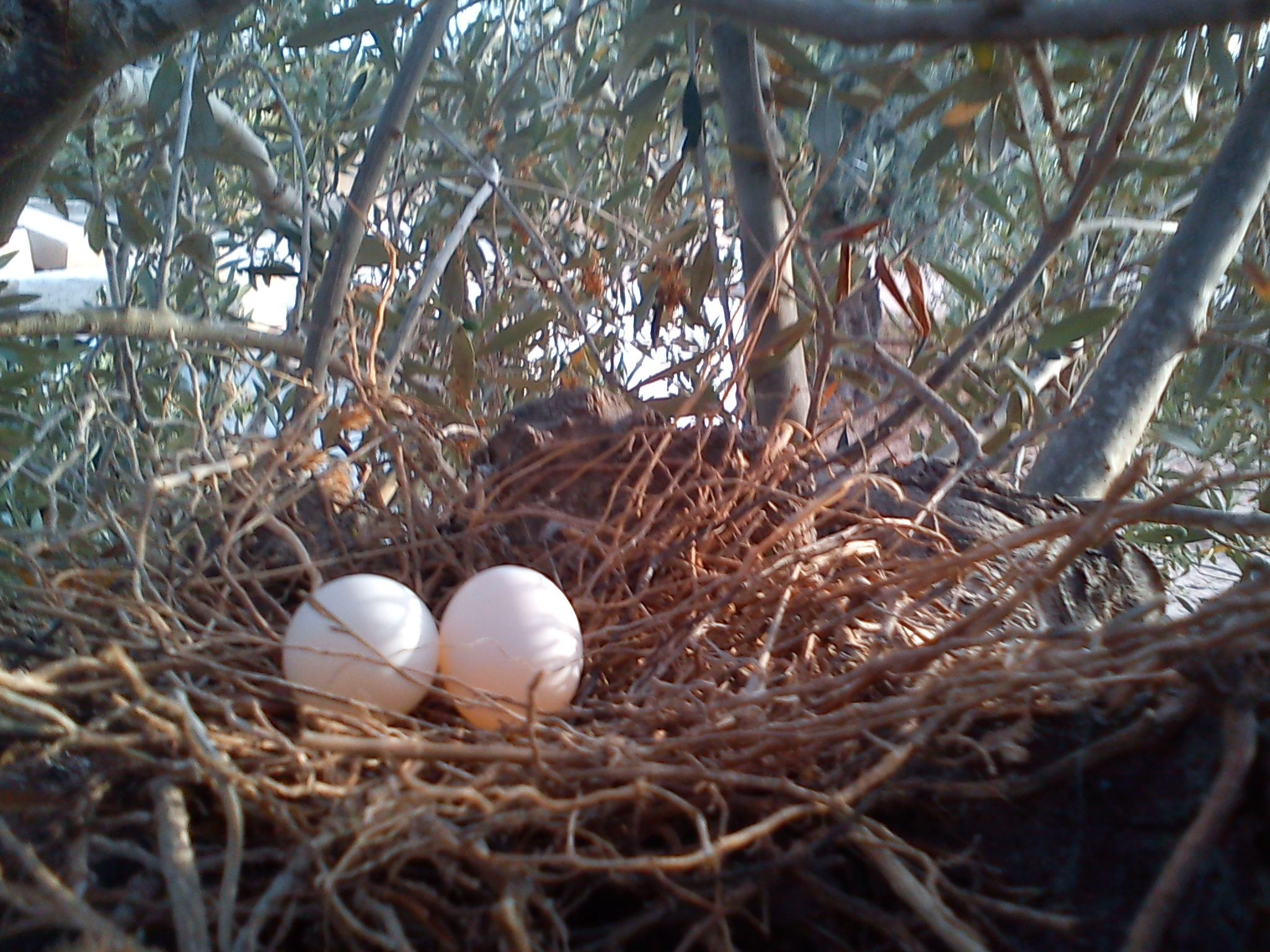
عش فاختة النخيل.

تتكاثر هذه الطُّيور خلال شهر مارس ومايو، والعُشّ مُشابه لليمامة المُطوّقة وعادة تبني أعشاشها بين أغصان شجر السمر لتستفيد من شوكها في حمايةِ العُشِّ، وتضع الأنثى عادةً بيضتين بيضاء اللون ونادرًا ما تضع بيضة واحدة وتبلغُ فترة حضانة البيض بين 12-13 يومًا، ومُدّة رعاية الصغار لوصولها لسنِّ الطيران تقريبًا نفس مُدّة حضانة البيض.

## معرض صور

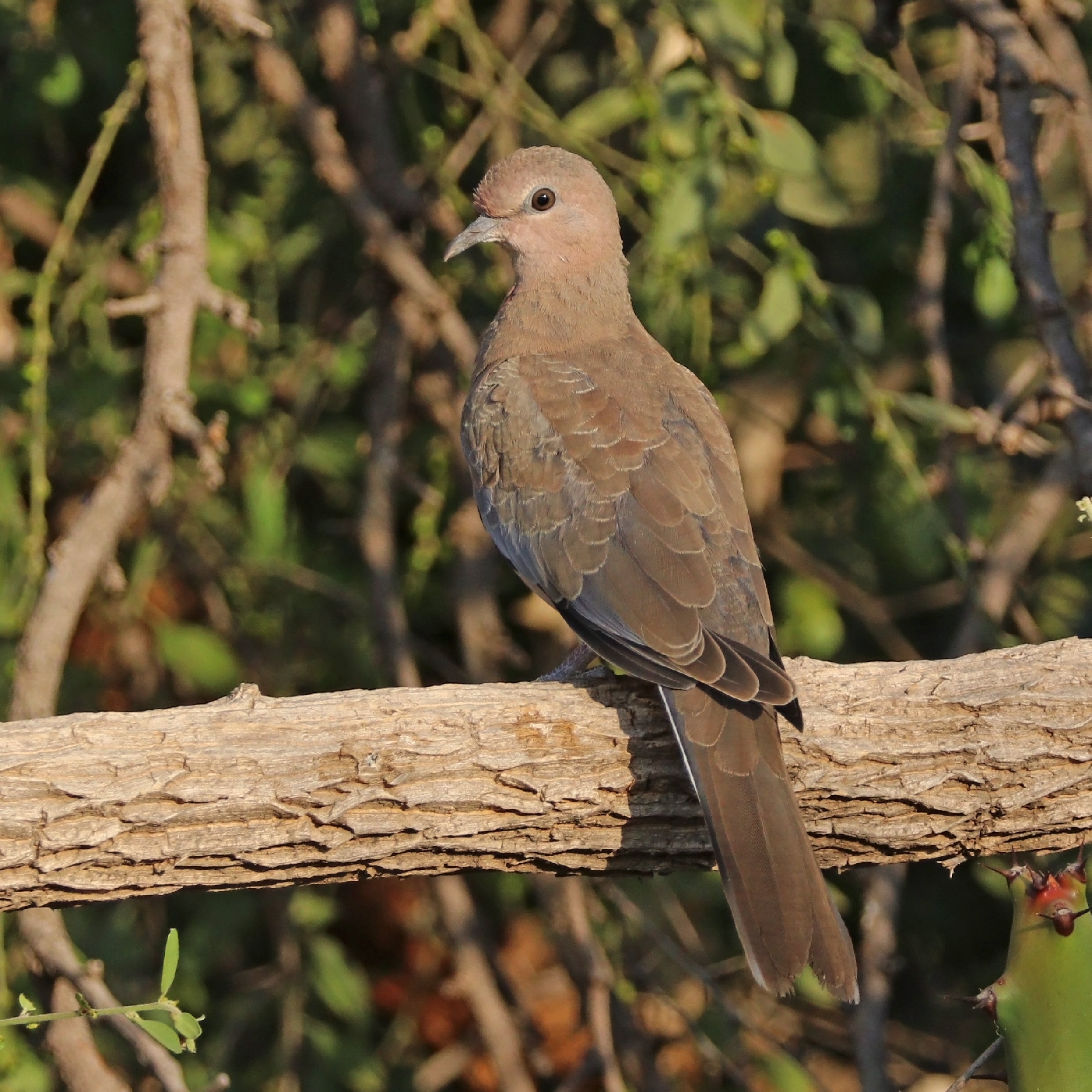
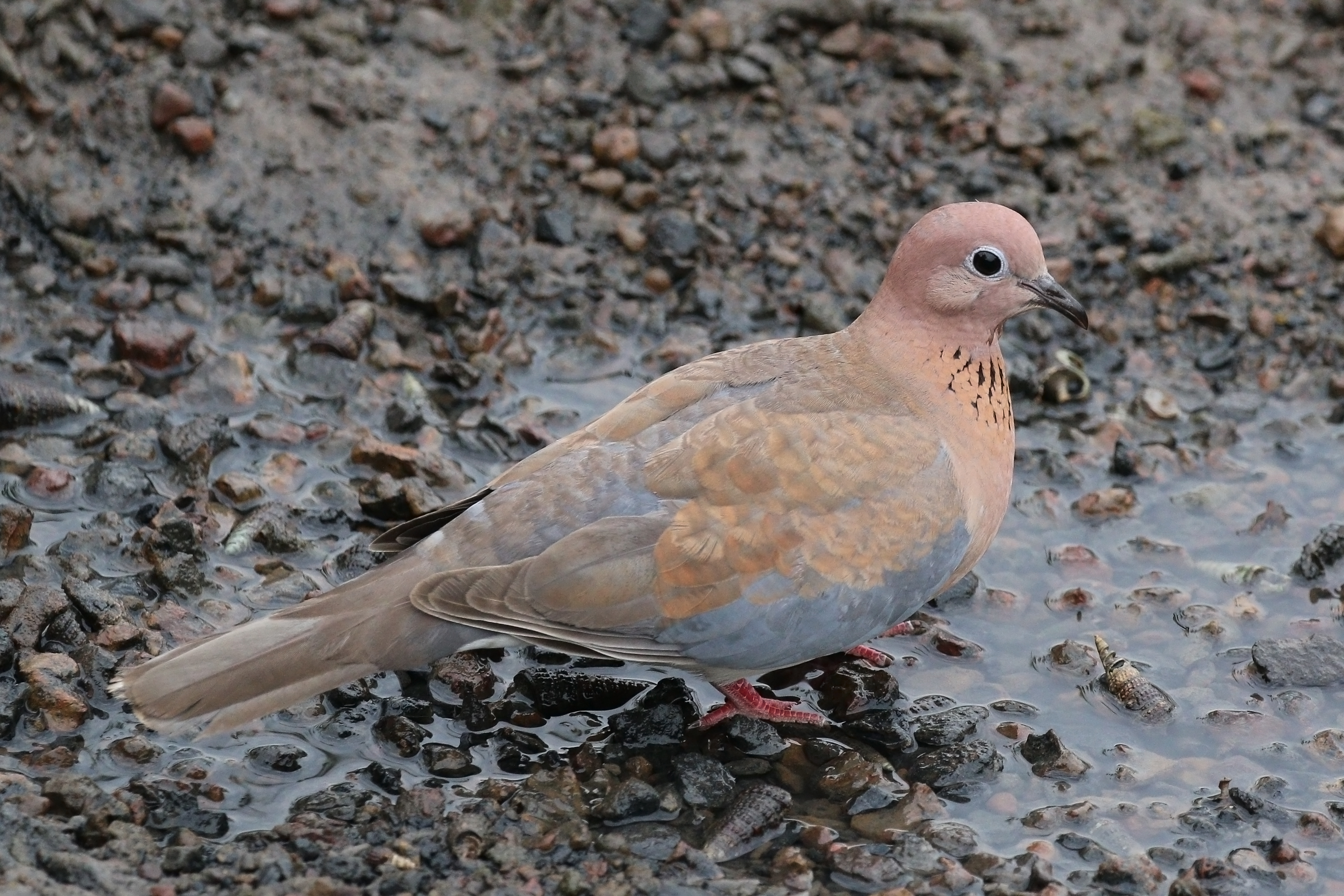
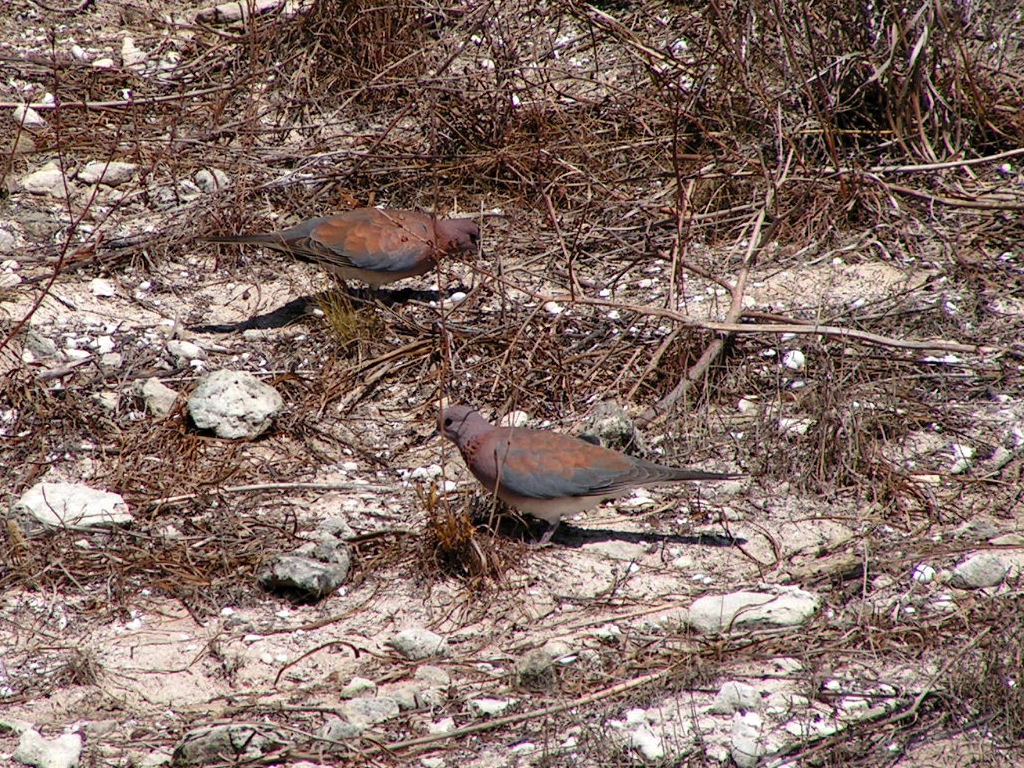